# Karl von Kerssenbrock
Karl von Kerssenbrock (* 16. Dezember 1750 in Vreden; † 20. November 1829 in Münster) war Abt des Klosters Liesborn.

## Leben
Karl von Kerssenbrock war ein direkter Nachfahre des Lehrers und Schriftstellers Hermann von Kerssenbrock (1519–1585). Er trat 1769 in das Kloster Liesborn, machte 1770 Profess und wurde am 1. April 1775 zum Priester geweiht. Danach war er Novizenmeister, Kaplan an der Pfarrkirche und später Cellerar, bis er 1798 zum Abt gewählt wurde.
In seine Zeit fiel die Säkularisation der Abtei Liesborn 1803. Er lebte danach bis zu seinem Tod 1829 in Münster und wurde auf dem Ludgerifriedhof bestattet. Von Bedeutung als Zeitdokument ist sein Tagebuch.

## Werke
- Tagebuch des letzten Abtes zu Liesborn, Carolus von Kerssenbrock (1750–1828), herausgegeben von Eugen Eick. Dortmund 1903 (Digitalisat)